# Miriam Sharpe
Miriam Sharpe é uma personagem fictícia que aparece nas revistas em quadrinhos americanas publicadas pela Marvel Comics.

## Pulicação
Criada pelo escritor Mark Millar e pelo desenhista Steve McNiven, ela apareceu pela primeira vez durante o evento crossover de 2006, Guerra Civil, como uma protestante anti-super-herói modelada conforme a ativista Cindy Sheehan.
O editor-chefe da Marvel, Joe Quesada, declarou que, em um momento durante o planejamento de Guerra Civil, Miriam Sharpe pretendia "atirar no Capitão logo depois de colocar as mãos para serem algemadas." Mark Millar confirmou que o conceito de Sharpe veio, em parte, de Cindy Sheehan, embora outras declarações tenham vinculado sua criação às quatro viúvas dos bombeiros de Nova Jersey que morreram durante os ataques de 11 setembro e que empurraram para a criação da Comissão do 11 de setembro. Outros apontaram Sharpe como representante da opinião pública no Universo Marvel.

## Biografia ficcional da personagem
Tudo o que se sabe sobre Sharpe antes do arco de história de Guerra Civil é de que ela era casada; era residente de Stamford, Connecticut; e tinha um filho chamado Damian, que frequentava a Stamford Elementary. Seu filho estava na escola no dia em que os Novos Guerreiros lutaram contra os super-vilões Nitro, Coldheart, Speedfreek e Homem de Cobalto. Durante essa batalha, os poderes de Nitro destruíram grande parte de Stamford, incluindo a escola primária. Após a morte de seu filho, Sharpe se tornou a voz mais poderosa no emergente Movimento Pró-Registro. Em um serviço memorial para as vítimas do ataque de Stamford, Sharpe teve um confronto altamente divulgado com Tony Stark, onde culpou o benfeitor dos Vingadores que estava lá apenas para "bancar o herói". Foi esse confronto com Sharpe que convenceu Stark a também defender a Lei de Registro como Homem de Ferro. No entanto, Stark, de fato, já estava apoiando secretamente a Lei de Registro, mesmo antes do desastre de Stamford. Sharpe é amplamente notada por comentaristas como uma brilhante operadora política. Nas semanas que se seguiram ao desastre de Stamford, ela conseguiu criar uma base de apoio que reunisse centenas para marchar na Casa Branca, influenciando os super-humanos e, eventualmente, convencer o congresso e o presidente a aprovar a lei de registro de super-humanos.
Sharpe apareceu no palco na conferência de imprensa em que o Homem-Aranha se desmascara como um dos primeiros apoiantes públicos.
Sharpe participou do funeral de Bill Foster depois que ele foi morto por um clone ciborgue do Thor. Ela novamente conversaria com o Homem de Ferro, desta vez para reforçar o compromisso do Homem de Ferro com a Lei de Registro de Super-Humanos. Ela também deu um modelo do Homem de Ferro, o brinquedo favorito de seu filho, para lembrar o Homem de Ferro do que eles estavam lutando.
Wolverine também procuraria Sharpe para contar a ela a história de trazer a justiça a Nitro e ao ex-CEO do Controle de Danos, Walter Declun (que deu pílulas de Mutant Growth Hormone a Nitro para aumentar o poder, resultando na destruição de Stamford e dando a Declum muitos contratos lucrativos para reconstruir).
Stark mostra a ela uma série de jardins criados como um memorial para as crianças perdidas no incidente de Stamford. É aqui que Sharpe agradece a Stark e ao Senhor Fantástico por apoiar sua ideia do registro de super-heróis, apesar dos efeitos negativos.
Sharpe se junta a Stark na sequência da batalha climática para discutir o futuro na sequência da vitória do Pró-Registo. Ao discutir os planos futuros, incluindo a recente promoção da Stark ao Diretor da S.H.I.E.L.D., Sharpe diz a Stark que finalmente começou a acreditar em super-heróis novamente, graças a Stark.
Na relação pública entre Stark e Maya Hansen, criadora do vírus Extremis, que Sharpe considera uma assassina em massa, Sharpe passou no programa de televisão Viewpoint para atacar o governo publicamente por apoiá-la.
Sharpe está mais tarde apoiando a nomeação da Ultra Girl como diretora dos Junior Guardsmen, um ramo juvenil da Iniciativa, semelhante ao programa JROTC.
Durante o arco de história "Fear Itself", de 2011, ela salva o Novo Guerreiro sobrevivente Robbie Baldwin, envolvido no Incidente de Stamford, de uma multidão irritada no momento em que Serpente e seus Dignos estavam causando medo e caos em todo o mundo. Durante este tempo, ela perdoou Speedball pelo que aconteceu em Stamford. Ela diz à multidão que ela não acredita que Baldwin matou seu filho, que o vilão que ele irresponsavelmente atacou fez. Miriam entende que o mundo inteiro está sob ataque por uma misteriosa força de destruição e que os recursos de Baldwin como um associado dos Vingadores e o treinamento de recuperação de desastres de Miriam podem fazer o bem. Eles trabalham juntos para ajudar as pequenas cidades que os Vingadores ainda não alcançaram.

## Outras versões
Em um tie-in no arco de história dos quadrinhos Guerras Secretas, de 2015, esta versão da Guerra Civil ocorre em um evento alternativo na prisão da Zona Negativa conforme acontece uma batalha entre as forças antiterritas do Capitão América e as forças pró-registro do Homem de Ferro. Durante esse tempo, o sistema de autodestruição foi ativo e ambos os lados escaparam através de Manto, mas a explosão da prisão explodiu por seu portal e destrói toda St. Louis junto com a população civil. A localização do Battleworld para este fragmento de realidade alternada é chamada de Warzone. Seis anos depois, Miriam Sharpe reside no Divide, uma comunidade nas ruínas de St. Louis, que faz fronteira com "O Ferro", liderado pelo Presidente Tony Stark, e "O Azul", liderado pela General América. Ela contata ambos e organiza uma reunião na tentativa de trazer a paz para os dois lados. Durante as conversas, ela é fatalmente baleada por um sniper, levando à quebra das negociações e à retomada das hostilidades.

## Em outras mídias
Alfre Woodard interpreta Miriam Sharpe no filme Capitão América: Guerra Civil, de 2016, que é inspirado no arco de história "Guerra Civil". No filme, seu filho foi morto durante a batalha dos Vingadores em Sokovia em Avengers: Age of Ultron, e ela confronta Tony Stark, culpando ele e os Vingadores pela morte de seu filho.